# Ioana Tudoran
Ioana Tudoran, född den 3 augusti 1948 i Otopeni i Rumänien, är en rumänsk roddare.
Hon tog OS-brons i scullerfyra i samband med de olympiska roddtävlingarna 1976 i Montréal.